# Tom McCarthy
Thomas Joseph «Tom» McCarthy (7 de juny de 1966) és un director de cinema, actor i guionista americà que ha aparegut en diverses pel·lícules com ara Meet the Parents o Bona nit i bona sort i en sèries televisives com Boston Public, Law & Order i The Wire.
McCarthy ha estat aclamat per la crítica pel seu paper de director o guionista en pel·lícules independents The Statio Agent (2003), The Visitor (2007), Win Win (2011), i Spotlight (2015). Aquesta última ha estat nominada tant a l'Oscar al millor director com a l'Oscar al millor guió original.
A més, McCarthy va ser guionista de la pel·lícula Up (2009) juntament amb Bob Peterson i Peter Docter, pel·lícula en què van rebre una nominació a l'Oscar al millor guió original. McCarthy també va ser guionista de Million Dollar Arm (2014).

## Filmografia

### Director i guionista
| Any  | Títol              | Crèdit   | Crèdit    | Crèdit    | Notes |
| Any  | Títol              | Director | Guionista | Productor | Notes |
| ---- | ------------------ | -------- | --------- | --------- | --- |
| 2003 | The Station Agent  | Sí       | Sí        |           | BAFTA al millor guió original Independent Spirit al millor primer guió Independent Spirit John Cassavetes Las Vegas Film Critics Society Award per millor guió Sundance Film Festival Audience Award (Dramatic) Sundance Film Festival Waldo Salt Screenwriting Award Nominat– Satellite Award for Best Original Screenplay Nominat– Writers Guild of America Award for Best Original Screenplay |
| 2007 | The Visitor        | Sí       | Sí        |           | Brisbane International Film Festival Interfaith Award Deauville American Film Festival Grand Special Prize Independent Spirit al millor director Method Fest Independent Film Festival Award per Millor Director Satellite Award for Best Original Screenplay Nominat– Satellite Award for Best Director Nominat– Writers Guild of America Award per Millor Guió Original |
| 2009 | Up                 |          | Sí        |           | Nominat– Oscar al millor guió original Nominat– Annie Award for Writing in a Feature Production Nominat– BAFTA al millor guió original Nominat– Hugo Award for Best Dramatic Presentation – Long Form |
| 2010 | Game of Thrones    | Sí       |           |           | |
| 2011 | Game of Thrones    |          |           | Sí        | Productor consultiu, Episodi: Winter Is Coming |
| 2011 | Win Win            | Sí       | Sí        | Sí        | |
| 2014 | Million Dollar Arm |          | Sí        |           | |
| 2014 | The Cobbler        | Sí       | Sí        |           | |
| 2015 | Spotlight          | Sí       | Sí        |           | Alliance of Women Film Journalists Award per Millor Director Alliance of Women Film Journalists Award per Millor Guió Original Boston Online Film Critics Association Award per millor Guió Original Boston Society of Film Critics Award per Millor Guió Central Ohio Film Critics Association Award per Millor Director Central Ohio Film Critics Association Award per Millor Guió Original Chicago Film Critics Association Award per Millor Guió Original Chicago International Film Festival Best Narrative English-Language Feature Critics' Choice Movie Award per Millor Guió Dallas–Fort Worth Film Critics Association Award per Millor Guió Denver Film Critic's Society Award per Millor Guió Original Detroit Film Critics Society Award per Millor Guió Original Florida Film Critics Circle Award per Millor Guió London Film Critics' Circle Award per Guionista de l'Any Los Angeles Film Critics Association Award per Millor Guió National Society of Film Critics Award per Millor Guió Pendent– AACTA International Award per Millor Guió Pendent– Oscar al millor director Pendent– Oscar al millor guió original Pendent– Awards Circuit Community Award per Millor Director Pendent– Awards Circuit Community Award per Millor Guió Pendent– BAFTA al millor guió original Pendent– Directors Guild of America Award for Outstanding Directing – Feature Film Pendent– Independent Spirit al millor director Pendent– Satellite Award for Best Director Pendent– Satellite Award for Best Original Screenplay Nominat– Independent Spirit al millor guió Nominat– Austin Film Critics Association Award per Millor Direcció Nominat– Austin Film Critics Association Award per Millor Guió Original Nominat– Chicago Film Critics Association Award per Millor Direcció Nominat– Critics' Choice Movie Award per Millor Direcció Nominat– Denver Film Critic's Society Award per Millor Direcció Nominat– Detroit Film Critics Society Award per Millor Direcció Nominat– Florida Film Critics Circle Award per Millor Director Nominat– Globus d'Or al millor director Nominat– Globus d'Or al millor guió Nominat– National Society of Film Critics Award per Millor Director Nominat– Washington D.C. Area Film Critics Association Award per Millor Guió Original |

### Actor de cinema
| Year | Title                               | Credit                  | Notes      |
| Year | Title                               | Role                    | Notes      |
| ---- | ----------------------------------- | ----------------------- | ---------- |
| 1992 | Crossing the Bridge                 | Chris                   |            |
| 1993 | Rift                                | Bartender #1            |            |
| 1997 | Conspiració (Conspiracy Theory)     | Helicopter Spotter      |            |
| 1998 | In My Sister's Shadow               | Michael Butler          |            |
| 1999 | 30 Dies                             | Brad Drazin             |            |
| 2000 | Certain Guys                        | Mitch                   |            |
| 2000 | Els pares d'ella (Meet the Parents) | Dr. Bob Banks           |            |
| 2002 | The Guru                            | Lars                    |            |
| 2004 | The Last Shot                       | Agent Pike              |            |
| 2005 | Bona nit i bona sort                | Palmer Williams         |            |
| 2005 | Syriana                             | Fred Franks             |            |
| 2005 | The Great New Wonderful             | David Burbage           |            |
| 2006 | All the King's Men                  | Editor                  |            |
| 2006 | The Situation                       | Major Hanks             |            |
| 2006 | Beautiful Ohio                      | Older William Messerman |            |
| 2006 | Banderes dels nostres pares         | James Bradley           |            |
| 2007 | Year of the Dog                     | Pier                    |            |
| 2007 | Michael Clayton                     | Walter                  | Voice only |
| 2008 | Baby Mama                           | Kate's Date             |            |
| 2009 | Mammoth                             | Bob                     |            |
| 2009 | Duplicity                           | Jeff Bauer              |            |
| 2009 | The Lovely Bones                    | Principal Caden         |            |
| 2009 | 2012                                | Gordon Silberman        |            |
| 2010 | Jack Goes Boating                   | Dr. Bob                 |            |
| 2010 | Caça a l'espia                      | Jeff                    |            |
| 2010 | Little Fockers                      | Dr. Bob                 |            |
| 2015 | Pixels                              | Michael the Robot       |            |

### Actor de televisió
| Any       | Títol                             | Crèdit          | Notes                     |
| Any       | Títol                             | Paper           | Notes                     |
| --------- | --------------------------------- | --------------- | ------------------------- |
| 1996      | Mary & Tim                        | Tim Melville    | [ 3 ]                     |
| 1996      | New York Undercover               | Gus Farina      | Episodi: "Toy Soldiers"   |
| 1998      | Saint Maybe                       | Ian Bedloe      |                           |
| 1998      | Spin City                         | Priest          | Episodi: "Adéu, Birdie"   |
| 2000      | D.C.                              | Joseph Scott    | Episodi: "Veritat"        |
| 2000      | Law & Order: Special Victims Unit | Nick Ganzer     | Episodi: "Contacte"       |
| 2000      | Ally McBeal                       | Peter Hanks     | Episodi: "Vols ballar?"   |
| 2000–2001 | Boston Public                     | Kevin Riley     | 14 episodis               |
| 2001      | The Practice                      | Kevin Riley     | Episodi: "El Dia Després" |
| 2002–2008 | Law & Order                       | Donald Housman  | 3 episodis                |
| 2008      | The Wire                          | Scott Templeton | 10 episodis               |